# دابل اسپرینگز (آلاباما)
دابل اسپرینگز (به انگلیسی: Double Springs) شهری در شهرستان وینستون ایالت آلاباما است که مساحت آن ۱۰٫۷ کیلومتر مربع است و در سرشماری سال ۲۰۱۰ میلادی، ۱٬۰۸۳ نفر جمعیت داشته و تراکم جمعیتی آن، ۱۰۱٫۲۱ نفر در هر کیلومتر مربع بوده است.